# Адріанополь (лінійний корабель, 1830)
«Адріано́поль» (рос. дореф. «Адріанополь») — 84-гарматний вітрильний лінійний корабель Чорноморського флоту Російської імперії.

## Опис
Вітрильний 84-гарматний двопалубний лінійний корабель. Спроєктований за параболічним методом адмірала О. С. Грейга. Довжина корабля становила 58,47 метра, ширина — 15,74 метра, глибина інтрюма — 6,4 метра.
Озброєння корабля за відомостями з різних джерел становило від 96 до 108 гармат. Так, за одними даними батарея «Адріанополя» становила двадцять вісім 36-фунтових довгоствольних гармат і чотири 1-пудові єдинороги на нижній палубі, на верхній — тридцять дві 24-фунтові гармати. Ще шість 12-фунтових гармат і двадцять шість 24-фунтових карронад знаходилося на баці і чвертьпалубі. Екіпаж складав 830 осіб.
Корабель названо на честь перемоги Російської імперії у російсько-турецькі війні 1829—1829 років, захоплення Адріанополя на підступах до Стамбула 8 серпня 1829 року та укладення Адріанопольського мирного договору.

## Історія
Закладений у Миколаєві на Миколаївській вільній верфі 27 серпня 1829 року за підрядом М. С. Серебряного. Головний будівник — підполковник корпусу корабельних інженерів О. К. Каверзнєв, якого у 1830 році було переведено на Балтійський флот, а корабель добудовував генерал-майор корпусу корабельних інженерів М. І. Суровцов. Після спуску на воду 11 вересня 1830 року, у 1832 році перейшов до Севастополя і увійшов до складу Чорноморського флоту Російської імперії.
Під час військової кампанії 1833 року брав участь в експедиції Чорноморського флоту на Босфор. Зарахований до загону під загальним командуванням контрадмірала М. М. Кумані, 6 березня прибув із Севастополя до Одеси, де на кораблі були завантажені війська. 16 березня загін залишив Одесу і 6 березня прибув у Буюк-Дере, де з кораблів було висаджено десант. 28 червня на корабель знову завантажили війська, і він у складі ескадри контрадмірала М. П. Лазарєва вийшов із протоки Босфор назад у Чорне море. Доставивши війська до Феодосії, 22 липня кораблі ескадри повернулися до Севастополя.
У кампанії 1834 і 1835 років у складі ескадр кораблів Чорноморського флоту брав участь у практичних і крейсерських плаваннях у Чорному морі.
Протягом 15—17 червня 1836 року корабель попав в сильний шторм, під час якого на «Адріанополі» тріснула поперек фок-щогла і були пошкоджені ванти. В тому ж році корабель зазнав тимберування — частково була замінена підводна частина корабля. Вже у кампанію наступного 1837 року знову в складі практичної ескадри виходив у плавання в Чорне море.

### Кавказька війна

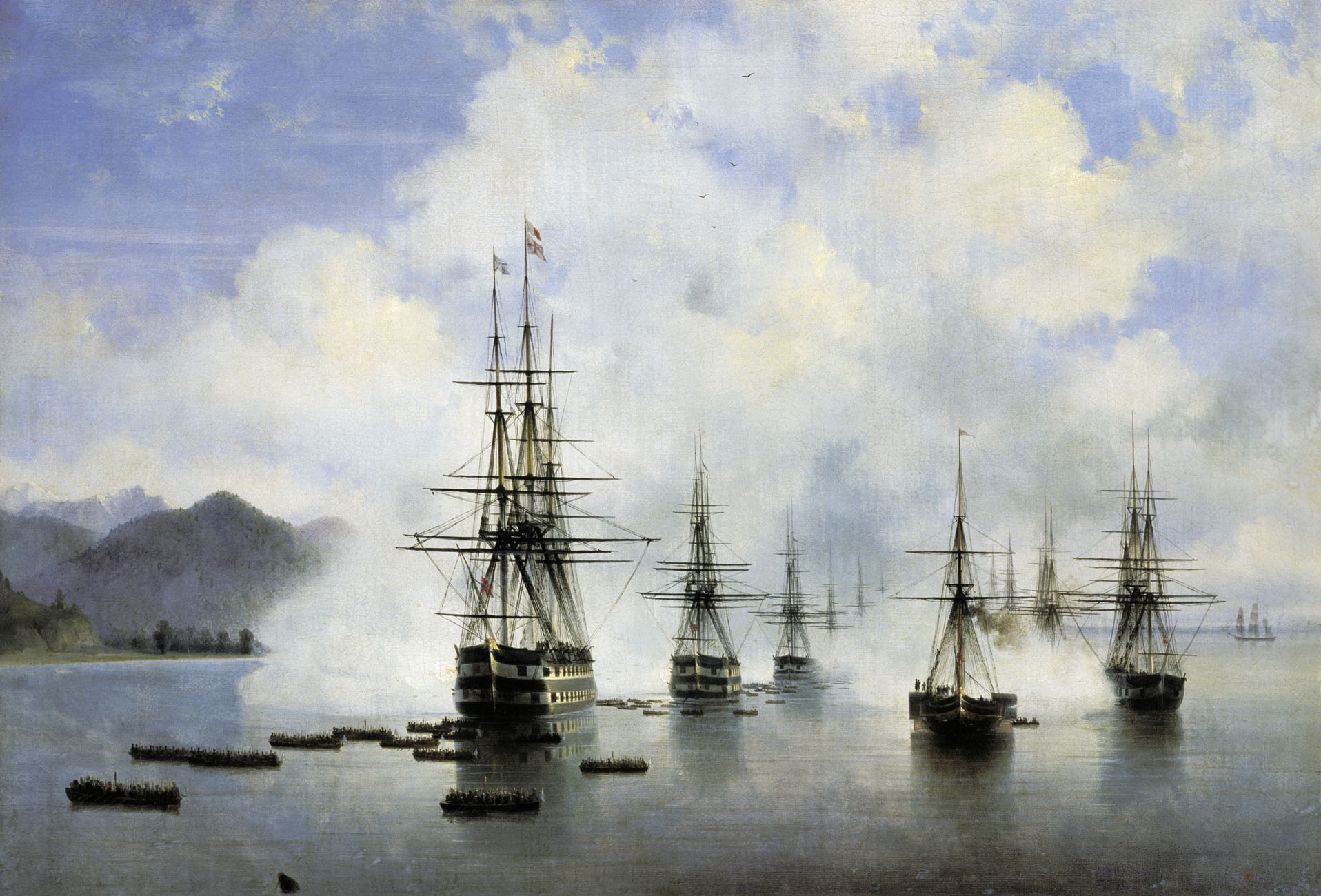
«Десант М. М. Раєвського в Субаші», картина І. К. Айвазовського, 1839

Брав участь у створенні Кавказької укріпленої берегової лінії. 12 травня 1838 року корабель у складі ескадри віцеадмірала М. П. Лазарева брав участь у висадці десантів, які заснували Вельямінівське укріплення в гирлі річки Туапсе. 8 травня ескадра вийшла з Керченської протоки і вирушила до гирла річки, куди прибула 11 травня. Десантна операція розпочалася вранці наступного дня. Разом з тим, відповідно до звіту М. М. Раєвського, ескадра підійшла до Туапсе 12 травня, о десятій годині ранку, і відразу вишикувалася в бойовий порядок в 400 сажнях (853 метри) від берега.
10 липня того ж року у складі ескадри контрадмірала С. П. Хрущова корабель брав участь у висадці десантів, які заснували Тенгінське укріплення в гирлі річки Шапсухо. У цьому десанті, для додаткової артилерійської підтримки загону, що висаджувався, були задіяні і човни азовських козаків, якими командував флігель-ад'ютант принц Гогенлое Вальденбург.
У кампанію наступного 1839 року знову брав участь у висадці десантів. Перший десант, зібраний на Тамані і розподілений по судах ескадри Чорноморського флоту, що прибула до гирла Керченської протоки 23 квітня. Ескадра під командуванням М. П. Лазарєва вийшла з Керченської протоки в море 28 квітня й досягла довколишніх гирл річок Шаха і Субаші 2 травня, о п'ятій годині вечора. Вранці наступного дня кораблі почали вишиковуватися в бойовий порядок на відстані 320 метрів від берега і згодом відкрили вогонь по укріпленнях кавказьких військ. Після закінчення артилерійського вогню, кораблі, серед яких і «Адріанополь», висадили десанти.
7 липня 1839 року у складі ескадри С. П. Хрущова висаджував десант в гирлі річки Псезуапсе. Ескадра прибула до гирла Псезуапсе 7 липня, о дев'ятій годині вечора. На наступний день кораблі ескадри вишикувалися в бойовий порядок на відстані 320 метрів від берега моря і навпроти правого берега гирла річки. Безпосередньо перед проведенням десанту вирішено висадити війська на лівий берег Псезуапе, а потім перейти на правий. Десанти заснували Головінське і Лазарєвське укріплення відповідно.
Під час військової кампанії 1839 року за дії по захопленню горських аулів командир корабля капітан 1-го рангу Ф. І. Ратч був нагороджений орденом Святого Володимира IV ступеня з бантом.
10 і 22 травня 1840 року в складі ескадри віцеадмірала М. П. Лазарєва висаджував десанти для взяття Вельямінівського і Лазарєвського фортів, раніше захоплених кавказцями.
У квітні 1841 року перебував у складі загону, що перевозив війська з Керчі до Сухум-Кале, під час кампанії цього року також виходив у практичні плавання в Чорне море, а командир корабля 5 грудня був нагороджений орденом Святого Георгія IV ступеня за вислугу 25 років в офіцерських чинах.
Кампанії 1842 і 1843 років корабель знову провів у практичних плаваннях у Чорному морі. У 1845 році «Адріанополь» відраховано до порту, а після закінчення служби був розібраний, за одними даними у 1850, а за іншими — у 1855 році.

## Командири
- О. M. Костеніч (1833);
- О. С. Ушаков (1834—1837);
- Ф. І. Ратч (1838—1844).